# Estación Loyola (Metro de Medellín)
La Estación Loyola es la Séptima estación de la Línea T-A del Tranvía de Medellín. Está ubicada sobre el curso de la quebrada Santa Elena, la parada Loyola está al servicio de la gran y tradicional unidad residencial que lleva su nombre.

## Diagrama de la estación
| SUELO     |                                                          |         |
|           | Plataforma lateral, las puertas se abren a la derecha    |         |
| Occidente | ← hacia Estación Miraflores (Estación San Antonio)       | Oriente |
| Occidente | → hacia Estación Alejandro Echavarría (Estación Oriente) | Oriente |
|           | Plataforma lateral, las puertas se abren a la derecha    |         |
|           |                                                          |         |

- Datos: Q21573313
- Multimedia: Estación Loyola / Q21573313